# 5755 (année hébraïque)
5755 (hébreu : ה'תשנ"ה , abbr. : תשנ"ה) est une année hébraïque qui a commencé à la veille au soir du 6 septembre 1994 et s'est finie le 24 septembre 1995. Cette année a compté 384 jours. Ce fut une année embolismique dans le cycle métonique, avec deux mois de Adar - Adar I et Adar II. Ce fut la première année depuis la dernière année de chemitta.
En l'an 5755, l'État d'Israël a fêté ses 47 ans d'indépendance.

## Calendrier
Ce calendrier hébraïque de l'année 5755 donne les correspondances avec les dates du calendrier grégorien.
Le premier nombre dans chaque case correspond au jour du mois hébraïque. Les jours en couleurs sont des jours remarquables juifs ou israéliens.
| ◄◄ | 5755 | ►► |

## Événements
- Traité de paix israélo-jordanien

## Décès
- Shlomo Carlebach
- Shlomo Goren
- Eugene Wigner
- Mikhaïl Botvinnik
- Jonas Salk

5750 - 5751 - 5752 - 5753 - 5754 - 5755 - 5756 - 5757 - 5758 - 5759 - 5760